# Zračno pristanište Zvekovac
Zračno pristanište Zvekovac zračno je pristanište smješteno u Zvekovcu u Zagrebačkoj županiji, mjestu administrativno u sastavu općine Dubrava. Dubrava se nalazi na granici Moslavine i Prigorja, a najbliži veći grad u blizini je Vrbovec. 
Stajanka i hangari nalaze se istočno od uzletno-sletne staze.
Namjena pristaništa je sport.

## Uzletno-sletna staza
Travnata uzletno-sletna staza duljine je 632 m, širine 38 m i proteže se u smjeru 225°-045°. Zaustavne oznake su crvene zastavice.

## Korisnik
Korisnik zračnog pristaništa je Aeroklub Dubrava. Pristanište spada pod I. vatrogasnu kategoriju i na njega zasad mogu slijetati zrakoplovi mase do 1.111 kg (MTOM). Dozvola za slijetanje težih aviona službeno još nije dobivena odnosno potvrđena.

## Vanjske poveznice
- http://www.akdubrava.net/  Arhivirana inačica izvorne stranice od 18. lipnja 2017. (Wayback Machine)
- http://www.akdubrava.net/AKDubrava.nsf/dx/02092011060319AMDEM7XM.htm  Arhivirana inačica izvorne stranice od 5. siječnja 2018. (Wayback Machine)